# Rutilius Claudius Namatianus
Rutilius Claudius Namatianus war ein spätantiker römischer Dichter im 5. Jahrhundert. Er ist bekannt als Autor des lateinischen Gedichts De reditu suo in elegischer Metrik, in dem eine Seereise entlang der Küsten von Rom nach Gallien im Jahr 416 beschrieben wird. Die literarische Qualität des Werks und das Licht, das es auf diese bedeutende, aber quellenarme Epoche wirft, geben ihm außergewöhnliche Bedeutung unter den Resten spätrömischer Literatur. Das Gedicht umfasste zwei Bücher, die Einleitung zum ersten und der größere Teil des zweiten sind jedoch verloren. Was bleibt, umfasst rund 700 Verse.

## Leben
Der Autor stammte aus Südgallien (Toulouse oder vielleicht Poitiers) und gehörte – wie Sidonius Apollinaris – zu einer der wichtigen Familien des gallorömischen Senatsadels. Sein Vater, den er Lachanius nennt, bekleidete hohe Ämter in Italien und am kaiserlichen Hof, war Statthalter von Tuszien (Etrurien und Umbrien), dann Verwalter des kaiserlichen Staatsschatzes (comes sacrarum largitionum), Aufseher des Rechtswesens und Verfasser der kaiserlichen Reden (quaestor sacri palatii) sowie 414 Präfekt der Stadt Rom (praefectus urbi).
Rutilius prahlt damit, seine Karriere sei nicht weniger hervorragend als die seines Vaters, und gibt insbesondere an, Leiter des kaiserlichen Büroapparates (magister officiorum) und ebenfalls Stadtpräfekt Roms gewesen zu sein (i. 157, 427, 467, 561). Als er erwachsen geworden war, befand er sich in der stürmischen Zeit zwischen dem Tod des Kaisers Theodosius I. 395 und dem Sturz des Usurpators Priscus Attalus (414), der in der Nähe des Datums liegt, an dem sein Gedicht geschrieben wurde. Er berichtet von der Karriere des Stilicho als tatsächlicher Leiter der Politik im Westen des Reiches, der lediglich nicht dem Titel nach Kaiser sei. Er sah die Horden des Radagaisus aus Italien nach Gallien und Hispanien ziehen, die Niederlagen und Siege Alarichs; die drei Belagerungen und schließlich die Plünderung Roms, der die wunderbare Wiederherstellung der Stadt folgte; die Verschwendung bei Heraclianus’ riesiger Aufrüstung gegen die Vandalen und den Untergang von sieben Prätendenten auf das Diadem des Westens. Zweifellos waren Rutilius’ Sympathien bei denen, die in dieser Zeit von den allgemeinen Tendenzen kaiserlicher Politik abwichen und, sofern sie konnten, diesen auch widersprachen. Man weiß von ihm selbst, dass er mit dem Kreis um den großen Redner Quintus Aurelius Symmachus vertraut war.

## De reditu suo
Obwohl das Gedicht nur wenig direkte Erklärungen zu historischen Charakteren oder Ereignissen gibt, lässt es wichtige Rückschlüsse auf die zeitgenössische Politik und Religion zu. Bemerkenswert ist die Haltung des Autors zum Heidentum: Das ganze Gedicht wurde oft als durchweg heidnisch betrachtet und als durchdrungen von der Idee, dass die Welt der Literatur heidnisch sei und bleiben müsse; außerhalb des Heidentums liege das Reich der Barbarei. Der Dichter trägt gegenüber den religiösen Innovationen der Zeit – dem Christentum – eine überlegene Miene zur Schau und ist voller Vertrauen, dass die alten Götter Roms auch in Zukunft ihrer glorreichen Vergangenheit treu bleiben werden. Schmähungen und Rechtfertigungen verachtet er gleichermaßen, es widerstrebt ihm andererseits aber auch nicht, mit Claudian seinen unterdrückten Schmerz über die Beleidigungen, die der alten Religion durch die neue zugefügt werden, zu zeigen. Als Staatsmann ist er bemüht, Angriffe auf christliche Senatoren zu unterlassen, deren Stolz auf ihr Land mindestens so stark ist wie die Bindung an ihre neue Religion. Nur ein- oder zweimal spricht Rutilius direkt vom Christentum und dann auch nur, um die Mönche anzugreifen, die die weltlichen Autoritäten bislang kaum bemerkt hätten, und die in der Tat vor kurzem noch ein christlicher Kaiser zu Tausenden in die Ränge seiner Armee gezwungen habe. Das Judentum hingegen konnte Rutilius attackieren, ohne dem Heiden- oder Christentum zu nahe zu treten, aber er gibt offen zu verstehen, dass er es hauptsächlich als die üble Wurzel hasst, aus dem die rankende Pflanze Christentum entsprungen ist.
Alan Cameron hat jedoch in einer umfassenden Studie bestritten, dass das Gedicht als eine Art heidnische Propaganda gedient habe.
Bei Edward Gibbon ist zwar nachzulesen, dass Kaiser Honorius jeden, der der katholischen Kirche ablehnend gegenüberstand, von öffentlichen Ämtern fernhielt, dass er stur den Dienst all jener zurückwies, die seiner Religion widersprachen, und dass das Gesetz hier in weitestgehender Auslegung und konsequent angewandt wurde. Weit davon entfernt ist jedoch das Bild politischen Lebens, das Rutilius zeichnet. Seine Stimme ist nicht die eines Parteigängers einer entehrten und unterdrückten Fraktion. Sein Gedicht zeigt einen römischen Senat, der aus früheren Amtsinhabern besteht, von denen die Mehrheit vielleicht noch heidnisch war; man erkennt allerdings eine erstarkende christliche Sektion, deren Christentum eher politisch als religiös war, die zuerst Römer und dann Christen waren, die ein neuer Wind in der Politik leicht zur alten Religion zurückgeführt hätte. Zwischen diesen beiden Polen regierte die alte römische Toleranz. Einige kirchliche Historiker haben ein Bild gemalt, nach dem nach der Plünderung Roms der Bischof Innozenz auf eine Position der Überlegenheit gerückt sei – aber niemand, der Rutilius unvoreingenommen liest, kann an dieser Idee festhalten. Die Luft in Rom, vielleicht sogar in ganz Italien, war mit Heidentum aufgeladen. Der Hof war vom Volk weit entfernt, und die das Heidentum verfolgenden Gesetze waren in weiten Teilen nicht durchzusetzen.
Die vielleicht interessantesten Verse im ganzen Gedicht sind jene, in denen Rutilius die Erinnerung an den „schrecklichen Stilicho“, wie er ihn nennt, beschwört: Stilicho, der „all das fürchte, was ihn so furchtbar mache“, habe die Verteidigungslinien in den Alpen und im Apennin vernichtet, die die fürsorglichen Götter zwischen die Barbaren und die Ewige Stadt gestellt hätten, und die grausamen Goten, seine in Leder gekleideten Günstlinge, in das Allerheiligste des Reichs geschleust; seine List sei gottloser als die List mit dem Trojanischen Pferd, die der Althaea oder Scylla; möge Nero von allen Qualen der Verdammten ausruhen, damit sie Stilicho packen; denn Nero schlug seine eigene Mutter, Stilicho aber die Mutter der ganzen Welt.
Wir finden hier möglicherweise den authentischen Ausdruck eines Gefühls, das die Mehrheit des römischen Senats bezüglich Stilicho teilte. Er hatte mit Blick auf die „Barbaren“ nur die Politik des Kaisers Theodosius I. nachgeahmt, und auch der große Kaiser hatte mit passiver Opposition der alten römischen Familien zu kämpfen. Die Beziehungen zwischen Alarich und Stilicho waren enger und geheimnisvoller als die zwischen Alarich und Theodosius, und Männer, die Stilicho umgeben von seiner gotischen Leibwache gesehen hatten, betrachteten natürlich die Goten, als sie Rom belagerten, als Stilichos Rächer. Es ist bemerkenswert, dass Rutilius für die „Verbrechen“ Stilichos ganz andere Begriffe als Paulus Orosius und die Historiker der Zeit verwendet. Sie glaubten, dass Stilicho plane, seinen Sohn zum Kaiser zu machen und dass er die Goten holte, um noch höher aufzusteigen. Rutilius hingegen stellt fest, dass er die Barbaren nur benutzte, um sich selbst vor dem bevorstehenden Ruin zu retten. Die christlichen Historiker wiederum versichern, dass Stilicho plante, das Heidentum wieder einzuführen. Für Rutilius hingegen ist er der kompromissloseste Feind des Heidentums. Seine Hauptsünde (die jedoch nur von Rutilius berichtet wird) sei die Vernichtung der Sibyllinischen Bücher gewesen, eine Sünde würdig eines Mannes, der seine Frau mit den Trümmern der Victoria schmückte, der Göttin, die jahrhundertelang über den Beratungen des Senats gethront hatte (siehe auch Streit um den Victoriaaltar). Dieses Verbrechen Stilichos alleine reicht in den Augen Rutilius’ aus als Erklärung für Katastrophen, die die Stadt danach befielen, so wie Merobaudes, eine Generation oder zwei später, dem Elend seiner Tage aufgrund der Abschaffung der alten Riten der Vesta nachspürte.
Der Blick auf die Form des Gedichts zeigt, dass Rutilius das elegische Distichon mit großer metrischer Reinheit und Freiheit behandelt und in vielem das lange Studium der elegischen Poesie der augusteischen Zeit verrät. Sein Latein ist unüblich rein für die Zeit und ziemlich klassisch in Wortwahl und Aufbau. Rutilius’ Geschmack zudem ist vergleichsweise echt. Wenn ihm das Genie des Claudian fehlt, so fehlt ihm auch dessen überladener Prunk und die große Übertreibung und seine Direktheit leuchtet im Vergleich mit der ausgearbeiteten Komplexität eines Ausonius. Üblicherweise wird Claudian der letzte römische Dichter genannt. Dieser Titel könnte auch für Rutilius gelten, wenn er nicht für Merobaudes reserviert ist. Auf jeden Fall kann man beim Wechsel von Rutilius zu Sidonius nicht umhin zu bemerken, dass man die Region lateinischer Poesie in Richtung der Region lateinischer Strophen verlässt.
Unter den vielen interessanten Details des Gedichts können hier nur wenige erwähnt werden. Der Beginn ist eine fast dithyrambische Rede an die Göttin Roma, deren Ruhm immer das Elend überstrahlte, und die einmal mehr in ihrer Macht aufsteigen und ihre barbarischen Gegner blenden werde. Der Dichter zeigt das tiefe Bewusstsein, dass die bedeutendste Leistung Roms die Verbreitung des Rechts war. Danach erhält man zufällige, aber nicht unwichtige Hinweise auf die Zerstörung von Straßen und Immobilien durch die Goten, zum Zustand der Häfen an der Mündung des Tibers und den allgemeinen Verfall fast aller alten Küstenhäfen. Rutilius übertreibt sogar die Zerstörung der einst wichtigen Stadt Cosa in Etrurien, deren Mauern seit der damaligen Zeit sich kaum verändert haben dürften. Der Hafen von Pisa scheint als einziger von den von Rutilius besuchten seinen Wohlstand bewahrt zu haben, so dass er dieser Stadt eine bevorstehende Blüte voraussagt. An einem Punkt irgendwo an der Küste „beruhigten die Dorfbewohner irgendwo ihre ermüdeten Herzen mit heiliger Fröhlichkeit“, indem sie das Fest des Osiris feierten.

## Überlieferung und Textausgaben
Die Mehrheit der existierenden Handschriften stammt von einem Codex ab, der 1493 im Kloster Bobbio von Giorgio Galbiato gefunden wurde, jedoch versteckt wurde, bis ein französischer General ihn 1706 an sich nahm. Jahrhundertelang mussten Gelehrte sich hauptsächlich auf die drei besten Zeugen für diesen verlorenen Codex verlassen: eine Kopie aus dem Jahr 1501 von Jacopo Sannazaro (Sigle V), eine weitere Kopie von Ioannes Andreas (Sigle R) sowie die Erstausgabe von Johannes Baptista Pius (Bologna, 1520).
In den frühen 1970er Jahren fand Mirella Ferrari ein Fragment des Gedichts in einer Handschrift aus dem 7. oder 8. Jahrhundert. Der Neufund enthielt das Ende von 39 Zeilen, die an den Schluss des zweiten Buches von De redito suo gehören. Aufgrund der unvollständigen Form lassen sich jedoch aufgrund dieses Neufunds nur wenig neue Aussagen zum Inhalt des Werkes treffen.
Die wichtigsten Ausgaben sind die von Caspar von Barth (1623), Pieter Burman dem Älteren (1731), Ernst Friedrich Wernsdorf (1778, als Teil einer ähnlichen Sammlung), August Wilhelm Zumpt (1840), sowie den kritischen Editionen von Lucian Müller (Teubner, Leipzig, 1870) und Vessereau (1904). Die letzte und umfangreichste Ausgabe des Namatianus ist von Ernst Doblhofer (1972–1977). Der Text ist mit einigen neu gefundenen Fragmenten des zweiten Buchs von Étienne Wolff neu herausgegeben worden (2007).
Deutsche Übersetzungen wurden 1872 von Alfred von Reumont und 1972 von Ernst Doblhofer veröffentlicht. Englische Übersetzungen wurden vorgelegt 1907 durch George Francis Savage-Armstrong in der kommentierten Ausgabe von Charles Haines Keene, 1935 durch J. Wight Duff und Arnold M. Duff, 1971 durch Harold Isbell sowie 2016 durch Martha Malamud.

## Textausgaben
- Rutilius Claudius Namatianus: De reditu suo sive Iter Gallicum. Herausgegeben von Ernst Doblhofer. Band 1, Carl Winter Universitätsverlag, Heidelberg 1972, ISBN 3-533-02210-2.